# Cinemax (Brasil)
Cinemax é um canal de televisão por assinatura brasileiro pertencente à Warner Bros. Discovery Americas, divisão da Warner Bros. Discovery. Foi lançado em 1º de outubro de 1997. É a versão brasileira do canal homônimo estadunidense, sendo um canal disponível nos pacotes básicos das operadoras de TV por assinatura.

## História
Inicialmente, o Cinemax foi concebido para se dedicar integralmente a filmes, diferente da HBO, com linguagem irreverente e indo além dos blockbusters.
Em 1º de outubro de 2000, foi lançado o Cinemax Prime, posteriormente renomeado para Max Prime em 2003.
Estreiou em junho de 2001 a série Queer as Folk.
A partir de 1º de junho de 2010, a HBO Brasil e a HBO Latin America relançaram os canais Cinemax e Cinemax *e, que retransmitia a programação do canal principal com atraso, como Max HD e Max, respectivamente.
Em 1° de dezembro de 2010, cerca de 5 meses após ser substituído pelo Max HD nas operadoras do país, o canal retornou com um outro perfil e público. Passou a ser disponibilizado em pacotes e combos básicos da televisão por assinatura, deixando de ser um canal premium. Tornou-se um concorrente direto do Megapix, da Rede Telecine.
O Cinemax passou a alcançar 8 milhões de assinantes no Brasil após entrar no pacote básico da NET em 2012.
Desde 2013, o canal passou a reexibir séries consagradas da HBO em sua programação, como Mad Men e The Sopranos. Em 2016, o Cinemax iniciou transmissão simultânea de séries até então restritas à HBO como formar de atrair assinantes para o pacote premium da HBO Brasil.
Em 2020, a HBO Latin America decidiu extinguir a marca Max de seus canais premium para evitar confusões com o novo serviço de streaming HBO Max, renomeando os canais com a marca HBO. O Cinemax não foi afetado pela mudança.